# Intaka Tech Worlds View Challenge
L'Intaka Tech Worlds View Challenge est une série de cinq courses cyclistes disputées dans le KwaZulu-Natal, en Afrique du Sud. Il est organisé par Treble Entertainment, en collaboration avec la fédération sud-africaine de cyclisme et la ville de Pietermaritzburg, capitale du KwaZulu-Natal.
Intaka Tech est le principal sponsor de la course. Il s'agit d'une société sud-africaine de purification d'eau.
La première édition de l'Intaka Tech Worlds View Challenge a été disputée en février 2008. Les cinq épreuves font partie de l'UCI Africa Tour en catégorie 1.1. L'Africa Tour, créé en 2005, n'avait jusqu'alors jamais compté d'épreuve de cette catégorie. Deux équipes ProTour (Liquigas et Team Milram) et une équipe continentale professionnelle (Barloworld) y ont participé. Liquigas et Barloworld ont remporté les cinq courses, avec Manuel Quinziato et Leonardo Bertagnolli pour la première et Robert Hunter pour la seconde.
En 2009, l'épreuve est annulée. Depuis, elle n'a plus été organisée.

## Palmarès
| Année | Épreuve | Parcours                     | Vainqueur        | Deuxième              | Troisième             |
| ----- | ------- | ---------------------------- | ---------------- | --------------------- | --------------------- |
| 2008  | 1       | Richmond-Camperdown          | Manuel Quinziato | Andriy Grivko         | Nicholas White        |
| 2008  | 2       | Thornville-Polyshorts        | Non attribué.    | Andriy Grivko         | David George          |
| 2008  | 3       | New Hanover-Wartburg         | Robert Hunter    | Björn Schröder        | Christoff van Heerden |
| 2008  | 4       | Camperdown-Thornville        | Robert Hunter    | Christoff van Heerden | Juan Van Heerden      |
| 2008  | 5       | Edendale-Taylors Holt-Cedera | Manuel Quinziato | Peter Velits          | Christian Pfannberger |